# Canton (New York)
Canton è un comune degli Stati Uniti d'America, situato nello Stato di New York, nella contea di St. Lawrence.